# ویلیام تریسی
ویلیام تریسی (انگلیسی: William Tracy؛ ‏۱ دسامبر ۱۹۱۷ – ۱۸ ژوئیهٔ ۱۹۶۷) بازیگر اهل ایالات متحده آمریکا بود.
از فیلم‌ها یا برنامه‌های تلویزیونی که وی در آن نقش داشته است، می‌توان به بجنبید سربازها!، شبح اپرا، او همه جواب‌ها را می‌دانست و آقا و خانم اسمیت اشاره کرد.